# Фернандес, Леонардо Сесилио
Леона́рдо Сеси́лио Ферна́ндес Ло́пес (исп. Leonardo Cecilio Fernández López; род. 8 ноября 1998, Монтевидео) — уругвайский футболист, полузащитник клуба «Толука».

## Клубная карьера
Фернандес — воспитанник столичного клуба «Феникс». 31 мая 2015 года в матче против «Пеньяроль» он дебютировал в уругвайской Примере. 25 марта 2017 года в поединке против «Эль Танке Сислей» Леонардо забил свой первый гол за «Феникс». Летом 2019 года Фернандес перешёл в мексиканский УАНЛ Тигрес, но сразу же для получения игровой практики был отдан в аренду в чилийский «Универсидад де Чили». 18 августа в матче против «Унион Ла-Калера» он дебютировал в чилийской Примере. 30 августа в поединке против «Кокимбо Унидо» Леандро забил свой первый гол за «Универсида де Чили».
В начале 2020 года Фернандес был арендован «Толукой». 11 января в матче против «Монаркас Морелия» он дебютировал в мексиканской Примере. 19 января в поединке против «Некаксы» Леандро забил свой первый гол за «Толуку».

## Международная карьера
В 2015 году в составе юношеской сборной Уругвая принял участие в юношеском чемпионате Южной Америки в Парагвае. На турнире он сыграл в матчах против команд Боливии, Парагвая, Аргентины и дважды Эквадора.
В 2019 году в составе олимпийской сборной Уругвая Фернандес принял участие в Панамериканских играх в Перу. На турнире он сыграл в матчах против команд Перу, Аргентины, Ямайки, Гондураса и Мексики. В поединках против перуанцев, ямайцев и гондурасцев Леандро забил 4 гола.